# Kostrzyneckie Rozlewisko
Kostrzyneckie Rozlewisko – użytek ekologiczny o powierzchni 746,23 ha położony w gminie Cedynia w województwie zachodniopomorskim. Został utworzony w celu ochrony rozlewiska oraz starorzecza Odry, fragmentu łąk i pastwisk będących miejscem rozmnażania i żerowania licznych gatunków ptaków, płazów, gadów i ssaków. Stwierdzono tu występowanie 109 gatunków lęgowych ptaków i ok. 50 przelotnych i zimujących. Występują tu m.in.: ohary, kuliki wielkie, bataliony. Kostrzyneckie Rozlewisko wchodzi w skład Cedyńskiego Parku Krajobrazowego. Od 2023 obszar ten chroniony jest w ramach rezerwatu przyrody Gęsi Bastion pod Starą Rudnicą.